# Bothriocraera bicolor
Bothriocraera bicolor is een vliesvleugelig insect uit de familie Encyrtidae. De wetenschappelijke naam is voor het eerst geldig gepubliceerd in 1955 door Compere & Zinna.